# هکات
راشل لین گابریلا کوزاک-سالمی (زاده ۲۶ مه ۱۹۷۶)، که بیشتر با نام هنری خود هکات شناخته می‌شود، یک نوازنده اینداستریال تجربی آمریکایی و اتریشی است که در حال حاضر در وین مستقر است. نام هنری او از هکات، الهه جادوگری یونانی سرچشمه گرفته است.
او با بیش از ۲۰ سال فعالیت و بیش از ۳۰ انتشار به نام خود، یکی از پرکارترین تولیدکنندگان زن موسیقی الکترونیک زیرزمینی محسوب می‌شود.